# Tomba d'Amarna 15
La tomba de l'antic Egipte del noble Suti, coneguda com la Tomba d'Amarna 15, es troba en el grup de tombes conegudes col·lectivament com les Tombes Sud, prop de la ciutat d'Amarna, a Egipte.
Suti va ser «Portador de la bandera de la companyia de Neferkheprure». 
Aquesta tomba no està finalitzada ni té decoracions.